# Dichloroaceton
Dichloroaceton (1,3-dichloropropan-2-on), (ClCH2)2CO – organiczny związek chemiczny z grupy ketonów, pochodna acetonu. Ma działanie łzawiące. Jest ciałem stałym o temperaturze topnienia 45 °C i wrzenia 172 °C. Rozpuszcza się w wodzie, alkoholu i eterze. Jest trwały pod względem chemicznym. Nie ma znaczenia militarnego.